# Wittfeld-Akkumulatortriebwagen
Die Akkumulatortriebwagen der Bauart Wittfeld, auch als Wittfeld-Akkumulatortriebwagen oder Wittfeld-Speichertriebwagen bekannt, waren die ersten konsequent für den elektrischen Antrieb und die Speicherung der Antriebsenergie mit Akkumulatoren konstruierten mehrteiligen Triebwagen in Deutschland. Ab 1907 von den Preußischen Staatseisenbahnen beschafft und ab 1909 als Gattung AT3 (In der Literatur auch: AT 3) bezeichnet, befuhren sie bis 1962 bei der Deutschen Bundesbahn als Baureihen ETA 177, 178 und 180 Haupt- und Nebenstrecken und wurden auch im Vorstadtverkehr eingesetzt.

## Entstehung
Der Maschinenbau-Ingenieur Gustav Wittfeld entwickelte im preußischen Ministerium der öffentlichen Arbeiten das Konzept und kümmerte sich engagiert um den Bau dieser Fahrzeuge. Sie sollten wirtschaftlich und einfach zu betreiben sein. Wittfeld entschied sich anfangs für den zweiteiligen Triebzug. Damit konnte er den Anforderungen, welche die Beförderung von etwa 100 Reisenden über eine Entfernung von 100 km bei einer Geschwindigkeit von 50 km/h auf ebener Strecke vorsahen, mit der damaligen Technik gerecht werden. Auch legte Wittfeld Wert darauf, dass die Akkumulatoren außerhalb des Fahrgastbereichs in zwei Vorbauten an den Zugenden untergebracht wurden. Damit wurde vermieden, dass gelegentlich austretende Säuredämpfe die Reisenden im Fahrgastbereich belästigten. Bei anderen Speichertriebwagen dieser Jahre waren die Akkumulatoren aus Platzgründen oft unter den Sitzen untergebracht.
1907 entstand die erste von vier Serien. Federführend war für den Wagenbau die Breslauer Aktiengesellschaft für Eisenbahnwagonbau und Maschinenbauanstalt, für die elektrotechnische Ausführung die AEG. Die Wagen bewährten sich. Es wurde lediglich kritisiert, dass das Platzangebot zu gering sei. Aus den Direktionsbereichen Frankfurt/Main, Münster und Posen kam die Forderung nach einem dreiteiligen Triebzug. Daher wurden insgesamt acht Exemplare mit einem zweiachsigen Zwischenwagen gebaut. Sämtliche gebauten Wagen waren als Preußischer AT3 bezeichnet. Nach 1915 wurde bei den Preußischen Staatseisenbahnen ein neues Bezeichnungssystem eingeführt die Fahrzeuge wurden als A2 bis A6 mit Unterscheidungsmerkmal nach folgender Tabelle eingestuft;
| Gattung | Achsfolge   | Fahrzeugcharakteristik            | Batterietyp            | Fahrbereich | Fahrmotoren |
| ------- | ----------- | --------------------------------- | ---------------------- | ----------- | ----------- |
| A2      | 2A+3; 2A+A2 | zweiteilig                        | GOS 168 Zellen, 336 Ah | 100 km      | 85 – 230 PS |
| A3      | 2A+3; 2A+A2 | zweiteilig                        | GOS 168 Zellen, 443 Ah | 130 km      | 85 – 230 PS |
| A4      | 2A+A2       | zweiteilig                        | GOS 168 Zellen, 610 Ah | 180 km      | 85 – 90 PS  |
| A5      | 3+AA+3      | dreiteilig mit kurzem Mittelwagen | GOS 168 Zellen, 570 Ah | 110 km      | 90 PS       |
| A6      | 3+AA+3      | dreiteilig mit langem Mittelwagen | MPS 168 Zellen, 885 Ah | 180 km      | 90 PS       |

- GOS = Großoberflächen-Speicher
- MPS = Masseplatten-Speicher

Auf der Weltausstellung Turin 1911 wurden die Wagen AT3 377 + 378 Hannover und der einmotorige Versuchswagen AT4 233 + 234 gezeigt.
1922 wurde auch ein Triebwagen an die BASF geliefert.

## Technik

### Preußische Staatseisenbahnen
Vorhanden war ein Tatzlager-Antrieb. Er erfolgte bei den dreiteiligen Zügen über die Achsen des Mittelwagens, bei den zweiteiligen Garnituren über die Achsen an den fest verbundenen Übergängen. Die Motoren hatten eine Leistung von je 62,5 kW und waren als Reihenschlussmotoren ausgeführt, bei wenigen Triebwagen auch als Nebenschlussmotoren. Diese Fahrzeuge hatten eine Nutzbremse und besaßen die Möglichkeit der Aufladung der Batterien beim elektrischen Bremsen. Dadurch konnte der Fahrbereich nicht unwesentlich erhöht werden. Eingesetzt waren bei den Fahrzeugen insgesamt fünf Batterietypen nach folgender Tabelle;
| Typ                                              | VGC 185 | 6 GC 185 | 6 GC 235 | 8 TM 450 | 8 TM 645 |
| ------------------------------------------------ | ------- | -------- | -------- | -------- | -------- |
| Baujahr                                          | 1908    | 1912     | 1913     | 1913     | 1923     |
| Kapazität in Ah                                  | 420     | 504      | 642      | 633      | 920      |
| Energieinhalt in kWh                             | 134     | 160      | 204      | 201      | 293      |
| Entladespannung in V                             | 318     | 318      | 318      | 318      | 318      |
| Batteriemasse in t                               | 18      | 20       | 25,5     | 19       | 23,5     |
| Spez. Masse in kg/Ah                             | 42,86   | 39,68    | 39,72    | 30,02    | 25,65    |
| max. Fahrbereich in km für zweiteilige Fahrzeuge | 100     | 130      | 280      | 165      | 300      |

- GC = Großoberflächenplatten
- TM = Gitter-Masseplatten

Die Batterietypen wurden auch bei den schon ausgelieferten Fahrzeugen dem neuesten Entwicklungsstand angepasst; so gab es ab 1920 keinen zweiteiligen Wittfeld-Triebwagen mehr, der Batterien für einen Fahrbereich von 100 km besaß. Die angegebenen Fahrleistungen galten allerdings nur für den zweiteiligen AT. Für den dreiteiligen AT betrug die Fahrleistung mit der Batterie 6 GC 235 lediglich 100 km anstatt der angegebenen 280 km. Ab 1923 wurde dann der Batterietyp 8 TM 645 verwendet, bei dem mit 300 km Fahrleistung die Fahrzeuge universell einsetzbar waren. Bei einer Probefahrt erreichte ein zweiteiliger Wittfeld-Triebwagen mit diesem Batterietyp eine Laufleistung von 400 km. Es wurden daraufhin alle vorhandenen Triebwagen auf diesen Batterietyp umgebaut, und 1943 war dieser Umbau abgeschlossen.
Bei den ersten Fahrzeugen befand sich unter dem Akkumulatorvorbau nur eine Achse. Durch das große Gewicht der Akkumulatoren hatten die Fahrzeuge eine hohe Achslast, womit die Verwendung auf Nebenstrecken gefährdet war. Bei der zweiten Serie wurde eine zweite Achse unter dem Vorbau angebracht. Die Achsen waren nicht als Drehgestell, sondern als Lenkachsen ausgeführt. Sie erwiesen sich als gute Lösung zur Verringerung der Achslast und wurden 1912 bei allen älteren Triebwagen nachgerüstet.

## Ausstattung

### Preußische Staatseisenbahnen

Wageninneres eines zweiteiligen AT3

Die zweiteiligen Triebwagen boten in der Erstausführung oft nur die 3. und 4. Klasse an. In der dritten Klasse gab es 46, in der vierten Klasse 36 Sitzplätze. Zusätzlich waren in der 4. Klasse 18 Stehplätze vorhanden. Die Führerstände lagen im Ein- und Ausstiegsbereich. Der nicht benutzte Führerstand am jeweiligen Zugende wurde für sechs Stehplätze freigegeben, sodass der Triebzug maximal 106 Sitz- und Stehplätze anbot. Die Heizung der Wagen erfolgte nicht elektrisch. Das hätte die Akkus zu sehr strapaziert und so die Reichweite eingeschränkt. Es waren von außen durch den Schaffner zu bedienende Brikettöfen vorhanden. In der Zugmitte gab es auf jeder Seite ein durch eine Tür abgetrenntes Abteil. Die Zughälfte der vierten Klasse hatte dort den Mitteleinstieg und das Gepäckabteil. Es waren nur einfache Übergänge mit Klappbrücken vorhanden, die aus Sicherheitsgründen nur das Zugpersonal benutzen durfte. Zum Fahrplanwechsel am 7. Oktober 1928 wurde die 4. Klasse abgeschafft und Abteile der 2. Klasse eingebaut.
Die dreiteiligen Einheiten mit kurzem Mittelwagen (9,5 m) hatten gleichartig aufgebaute Endwagen. Im Mittelwagen waren die Toilette, ein Großraum und ein Abteil der 4. Klasse vorhanden. Das Abteil konnte behelfsweise als Gepäckraum genutzt werden. Bei diesen Garnituren waren die Übergänge zum Mittelwagen mit Faltenbalgen ausgestattet und konnten auch von Reisenden genutzt werden.
Die Triebzüge mit langen Mittelwagen (12,65 m) waren anders aufgebaut: Die Endwagen 547, 549, 551 und 565 hatten an den Zugenden je zwei Abteile 2. Klasse, einen Großraum 3. Klasse und einen Abort, der sich bei Vorwärtsfahrt links in Fahrtrichtung gesehen befand. Der Mittelwagen war an dieser Seite mit einem Faltenbalgübergang angekuppelt. Er enthielt Doppelabteile 3. Klasse, einen von außen zugänglichen Gepäckraum mit Hundeabteil und einen einseitig angeordneten Postraum. Die daran angehängten Endwagen 548, 550, 552 und 566 waren nur mit einem einfachen, für Reisende nicht zu betretenden Übergang ohne Faltenbalg verbunden. Dort waren die Großabteile der 4. Klasse vorhanden. Abweichend davon besaß der Triebzug 553/0553/0554 im Mittelwagen Abteile 2. Klasse und einen kleineren Gepäckraum.
Die Wagenkästen waren eine Holzkonstruktion und mit Blech verkleidet, lediglich die AT 391/392 und AT 393/394 besaßen eine Holzverkleidung. Zunächst erhielten die Triebwagen den dunkelgrünen Anstrich von Personenwagen, später wurde der Fensterbereich elfenbeinfarbig, der untere Teil und die Vorbauten bei der 3. Klasse braun und bei der 4. Klasse grau gestrichen. Die 2. Klasse war farblich nicht unterschieden. Bei der DR erhielten die Triebwagen einen creme-roten Anstrich. Bei der DB wurden alle Triebwagen rot lackiert, mit weißen Zierstreifen unter dem Fenster.

## Betrieb
Die erste Serie der Triebwagen wurde bis 1908 an die Bahndirektionen Danzig, Königsberg (Preußen) und Stettin geliefert. Weitere Serien kamen später an die Direktionen Breslau, Bromberg, Cassel, Mainz, Münster, Altona und Posen. Das insgesamt von den Triebzügen befahrene Streckennetz dehnte sich bis 1914 auf 5.300 km aus.
Nach Ende des Ersten Weltkriegs gelangten viele Fahrzeuge, die zuvor in ehemaligen deutschen Ostgebieten betrieben wurden, als Reparationsleistungen zu der neu entstandenen polnischen Staatsbahn PKP.
Die Deutsche Reichsbahn verlegte ebenfalls Fahrzeuge. So tauchten die Wittfeld-Akkumulatortriebwagen 1926 erstmals in den bayerischen Direktionen München, Augsburg und Nürnberg auf.
Nach dem Zweiten Weltkrieg war etwa ein Drittel der Wittfeld-Akkumulatortriebwagen in den westlichen Besatzungszonen nicht betriebsfähig. Trotz ihres Alters von fast vierzig Jahren wurden sie wieder aufgearbeitet. In dem Nummernplan von 1948 wurden sie erstmals als ETA 178 und 180 bezeichnet. Die Gattungsunterschiede ergaben sich je nach Schaltungsart (z. B. Schütz- oder Schaltwalzensteuerung). Die Reihe ETA 178 hatte eine Schützsteuerung und konnte zusammen mit einem Steuerwagen eingesetzt werden. Die Reihe ETA 180 umfasste die übrigen, zum Teil nicht modernisierten Triebzüge. Ab 1952 entstand durch Umbau mehrerer beschädigter Fahrzeuge die neue Gattung ETA 177. Sie bekamen verstärkte Batterien und neue Nockenschaltwerke und wurden für den Betrieb mit Steuerwagen eingerichtet. Die ETA 177 hatten 400 V und die ETA 178 und ETA 180 hatten 310 V Batteriespannung. Das letzte Fahrzeug fuhr 1962 und wurde 1964 ausgemustert.
Die Deutsche Reichsbahn setzte die Triebwagen noch so lange ein, bis die Batterien aufgebraucht waren. Sie wurden ausgemustert und zwischen 1952 und 1954 teilweise zu Personen- oder Arbeitswagen umgebaut. Eine zunächst angedachte Rekonstruktion unterblieb aus Material- und Kostengründen.
Nach dem Zweiten Weltkrieg verblieben weitere Fahrzeuge in Polen. Die Wittfeld-Akkumulatortriebwagen wurden noch lange Zeit von den PKP eingesetzt. Nach ihrer Ausmusterung wurden einige in motorlose Arbeitsfahrzeuge umgebaut.

## Erhaltene Fahrzeuge

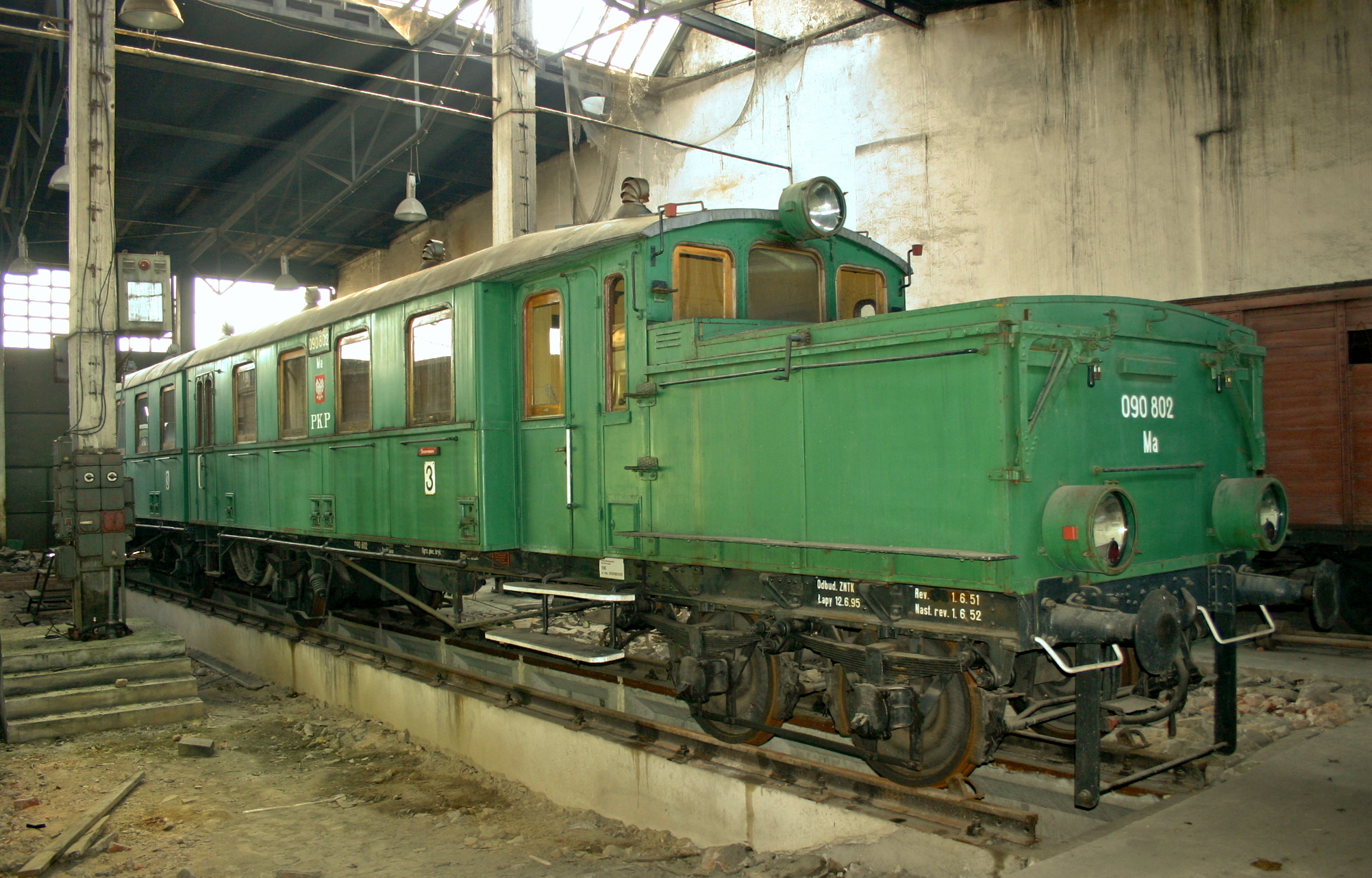
AT 543/544 als Ma 090 802 der PKP in Skierniewice

In Deutschland ist kein Fahrzeug der Bauart Wittfeld erhalten geblieben. In Polen existiert jedoch, als Ma 090 802 bezeichnet, bis heute ein Triebwagen dieser Bauart, der ehemalige AT 543/544 der Deutschen Reichsbahn, der 1913 für die Eisenbahndirektion Stettin hergestellt wurde. Schon nach dem Ersten Weltkrieg gelangten einige Wittfeld-Triebwagen zu den PKP, der AT 543/544 jedoch blieb zwischen den Weltkriegen bei der Deutschen Reichsbahn in Pommern und wurde hauptsächlich auf der Strecke Schneidemühl – Stolpmünde zwischen dem Bahnknoten Stolp (heute Słupsk) und dem Ostseeküsten-Badeort Stolpmünde (heute Ustka) eingesetzt. Von Stolp waren es noch 50 Kilometer bis zur damaligen polnischen Grenze bei Bütow (heute Bytów).
Nach dem Zweiten Weltkrieg verblieb das Fahrzeug in den ehemaligen deutschen Ostgebieten und gelangte in den Besitz der PKP, die es in der Umgebung von Kwidzyn (früher Marienwerder) bis 1959 im Personenverkehr einsetzte und später zum Oberleitungs-Revisonstriebwagen umbaute. 1992 wurde es von dem Verein Polskie Stowarzyszenie Miłośników Kolei (Polnischer Verein der Eisenbahnfreunde) mit Sitz in Skierniewice in einem sehr schlechten Zustand erworben. Bei einer anschließenden Restaurierung wurde der Triebwagen bis 1995 in den Zustand der Nachkriegszeit zurückversetzt und nahm in Warschau an einer Fahrzeugparade teil. Das Fahrzeug hat nach der Restaurierung allerdings keine Zulassung für den Personenverkehr bekommen und ist nach Schäden an den Batteriezellen derzeit (Stand 2017) zwar rollfähig, kann sich aber nicht mehr aus eigener Kraft bewegen. Es kann an den Öffnungstagen des Eisenbahnmuseums im Ringlokschuppen Skierniewice besichtigt werden.

## Ähnlicher Typ in Russland

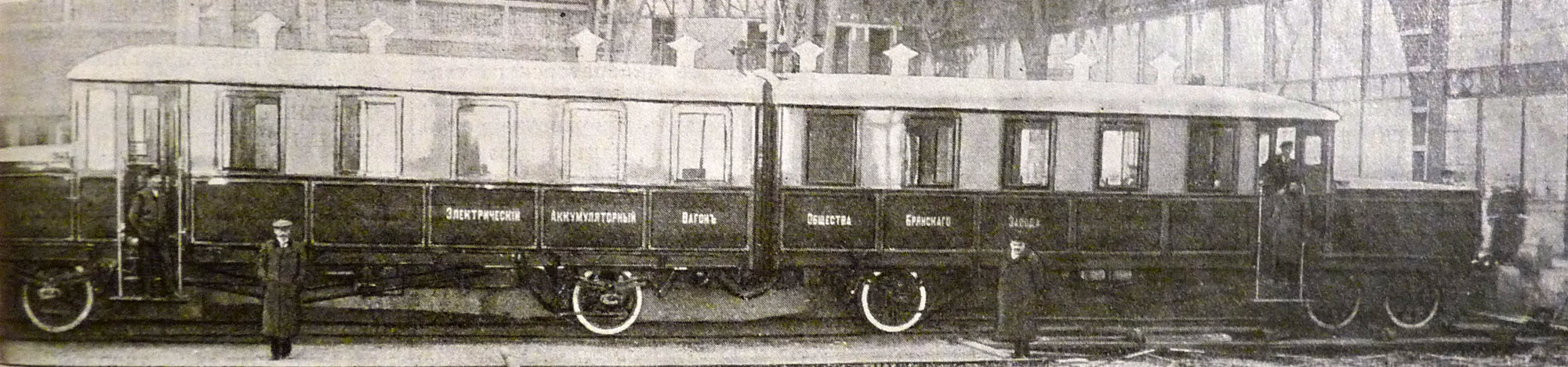
Auf dem Fahrzeug steht wörtlich übersetzt: „Elektrischer Akkumulator Waggon der Gesellschaft Brjansker Betrieb“

In Russland wurde 1910 von der Maschinenfabrik Brjansk ein Akkumulator-Triebwagen gebaut, der sehr starke Ähnlichkeiten mit den Triebwagen der Bauart Wittfeld aufweist. Ob es sich bei diesem Einzelstück um einen offiziellen Lizenzbau handelt, ist nicht überliefert. Außerdem dürfte das Fahrzeug somit das erste elektrisch angetriebene Eisenbahnfahrzeug in Russland gewesen sein. Bei einer Batteriespannung von 320 Volt und einer Reichweite von circa 100 Kilometern soll eine Höchstgeschwindigkeit von 60 km/h erreicht worden sein. Eingesetzt wurde das Fahrzeug auf der Strecke St. Petersburg–Pawlowsk.

## Spätere Modelle
- 1926 stellte die deutsche Reichsbahn die Baureihe DR 581/582 bis 615/616 (ETA 179) in Dienst.